# Stetten am Heuchelberg
Das Dorf Stetten am Heuchelberg ist ein Stadtteil von Schwaigern im Landkreis Heilbronn im nördlichen Baden-Württemberg.

## Geschichte

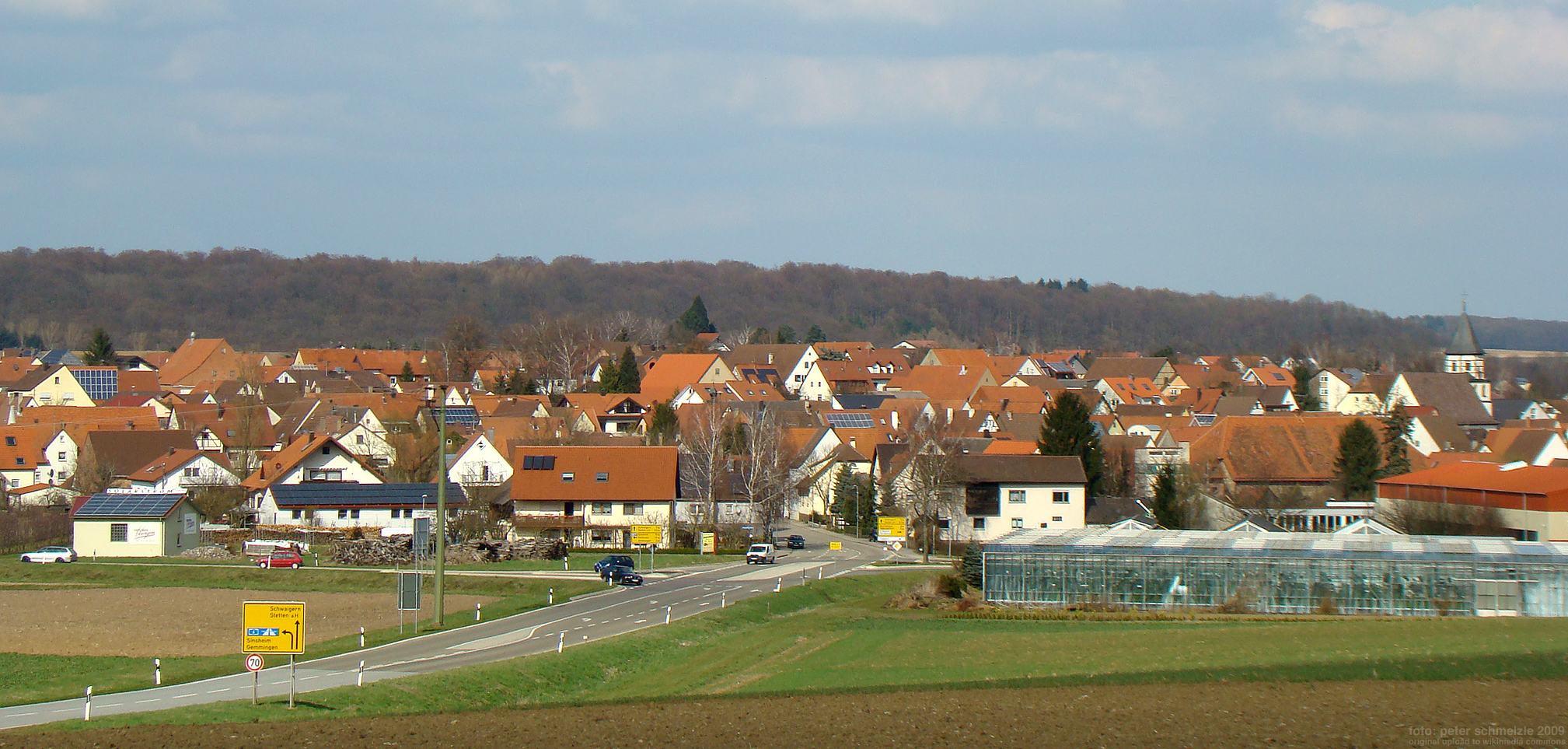
Stetten am Heuchelberg

Stetten am Heuchelberg ist vermutlich eine vom benachbarten Gemmingen aus im 9. Jahrhundert erfolgte Ausbausiedlung und wurde um 1140 anlässlich der ersten von mehreren im Hirsauer Codex bezeugten Gütererwerbungen des Klosters Hirsau am Ort erstmals urkundlich erwähnt. Der Namenszusatz under dem Huchelberg wurde 1412 erstmals verwendet und zur Abgrenzung von gleichnamigen Orten 1823 in seiner heutigen Form fester Bestandteil des Ortsnamens.
Im hohen Mittelalter gab es mit den Herren von Stetten einen Ortsadel, der auf einer durch Grabungen belegten Höhenburg auf der Burghälde saß, möglicherweise bestand am westlichen Dorfrand auch eine zusätzliche Talburg (noch heute gibt es das Gewann „Burgweg“ westlich Stetten). Im späten Mittelalter hatten verschiedene niedere Adelsfamilien, darunter insbesondere die Herren von Gemmingen, die Herren von Neipperg, die Grafen von Vaihingen und die Wunnensteiner Besitz in Stetten. Das früh zum Flächenstaat aufstrebende Württemberg erhielt aus dem Erbe der 1356 ausgestorbenen Vaihinger die Vogtei über Hirsauer Güter in Stetten und 1438 durch einen Tauschhandel auch alle Hirsauer Güter mit Ausnahme der Kirche des Ortes, die erst 1454 ebenfalls durch Tausch an Württemberg und über die Universität Tübingen 1488 an das Stift Wimpfen kam. Der Ort war unterdessen 1485 mit Kleingartach und Niederhofen von Württemberg an Hans von Gemmingen, genannt der Reiche, verpfändet worden und wurde erst 1571 von Württemberg wieder eingelöst, wo Stetten künftig verblieb und dem Oberamt Brackenheim unterstand.

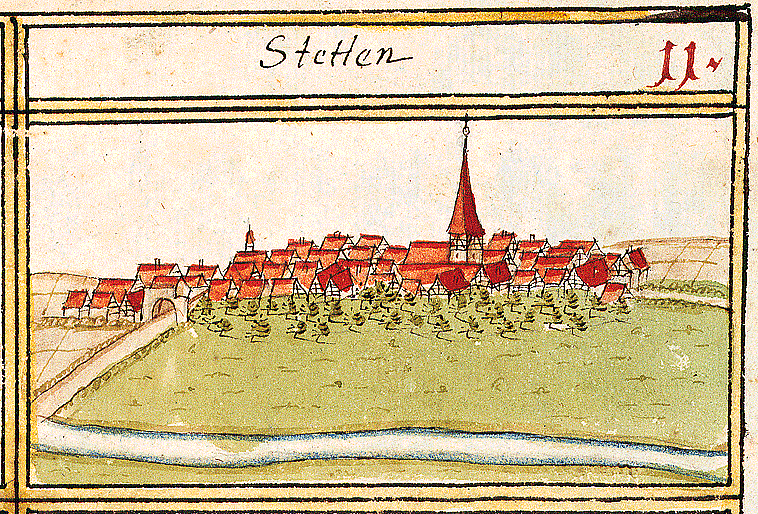
Stetten am Heuchelberg im Kieserschen Forstlagerbuch um 1684

Während des Dreißigjährigen Kriegs war der Ort 1643/44 zeitweise entvölkert, die Bevölkerung war in die nahen Städte Eppingen, Schwaigern, Stockheim und Heilbronn geflohen. Die Bevölkerung wurde durch den Krieg von 96 auf 46 Bürger (Familienvorstände) dezimiert, auch über die Hälfte der 161 Häuser und Scheunen war durch Kriegsfolgen oder wegen Leerstands zerstört.
Stetten war bis an die Schwelle zum 20. Jahrhundert ein fast rein landwirtschaftlich geprägter Ort, neben Ackerbau war auch Weinbau und Waldwirtschaft vorherrschend. Der Ort war über Jahrhunderte durch den Etter begrenzt, innerhalb dessen die Hofgröße der Bauern durch Realteilung immer kleiner wurde. Im 19. Jahrhundert suchten viele der Armut des Ortes durch Ab- und Auswanderung zu entfliehen. Von 1797 bis 1848 haben 254 Einwohner (etwa 17 Prozent der Bevölkerung) den Ort verlassen, den größten Teil darunter machten mit 107 Personen die Auswanderer nach Amerika aus.
In den 1870er Jahren wurde Stetten durch den Bau der Kraichgaubahn an das Eisenbahnnetz angeschlossen. Durch den neuen Verkehrsweg und das Arbeitsplatzangebot infolge der Industrialisierung in einigen umliegenden Orten begann noch im späten 19. Jahrhundert der allmähliche Wandel des Ortes zu einer Wohngemeinde für Pendler.
1939 wurden 1008 Einwohner gezählt, Ende 1945 waren es 1017. Stetten blieb von Luftangriffen im Zweiten Weltkrieg weitgehend verschont, wurde jedoch bei Kampfhandlungen am 4. und 5. April 1945 noch erheblich beschädigt. Der Ort blieb nach dem Zweiten Weltkrieg zunächst noch landwirtschaftlich orientiert, bevor mit der individuellen Motorisierung der Bevölkerung schließlich Pendler überwogen. Nach der Ausweisung von Neubaugebieten und einer regen Bautätigkeit wuchs der Ort insbesondere nach Nordosten auf ein Vielfaches der einstigen Dorffläche an. Mit Umzug auch der angestammten Bevölkerung in die Neubaugebiete und Aussiedlung der Landwirte verlor die Dorfmitte ihre Funktion, so dass eine erste Dorfkernsanierung bereits in den 1960er Jahren begonnen wurde.
Stetten wurde am 1. September 1971 nach Schwaigern eingemeindet.

## Religionen
Stetten war ursprünglich eine Filialgemeinde der Martinskirche in Gemmingen und wurde später zu einer eigenen Pfarrei erhoben. Die Stettener Philippus- und Jakobuskirche war ab 1401 dem Kloster Hirsau inkorporiert, das auch das Patronatsrecht besaß. 1454 kamen Kirchenbesitz und Patronatsrecht an Württemberg. Graf Eberhard V. verwendete das Einkommen der Stettener und vierer weiterer Kirchen 1476 zur finanziellen Erstausstattung der von ihm gegründeten Universität Tübingen, die den Kirchenbesitz wegen zu großer Entfernung 1488 an das Stift Wimpfen veräußerte. Zur Reformationszeit war die Ortsherrschaft an die früh reformatorisch gesinnten Herren von Gemmingen verpfändet. Durch die katholische Habsburger Verwaltung Württembergs und die Zugehörigkeit der Kirche zum Stift Wimpfen zog sich die Durchführung der Reformation in Stetten jedoch hin, so dass erst 1550 der erste evangelische Pfarrer belegt ist. Seitdem ist Stetten überwiegend evangelisch geprägt.

## Wappen
Das Wappen von Stetten zeigt in Gold einen überhöhten grünen Hügel, belegt mit einem goldenen Rebzweig mit goldener Traube und drei goldenen Blättern. Das Wappen wurde 1947 auf Empfehlung der Archivdirektion angenommen und soll den Heuchelberg und den Weinbau symbolisieren. Ältere Wappen und Gemeindesiegel hatten zuvor ein Monogramm mit den Buchstaben S und T gezeigt.

## Sehenswürdigkeiten

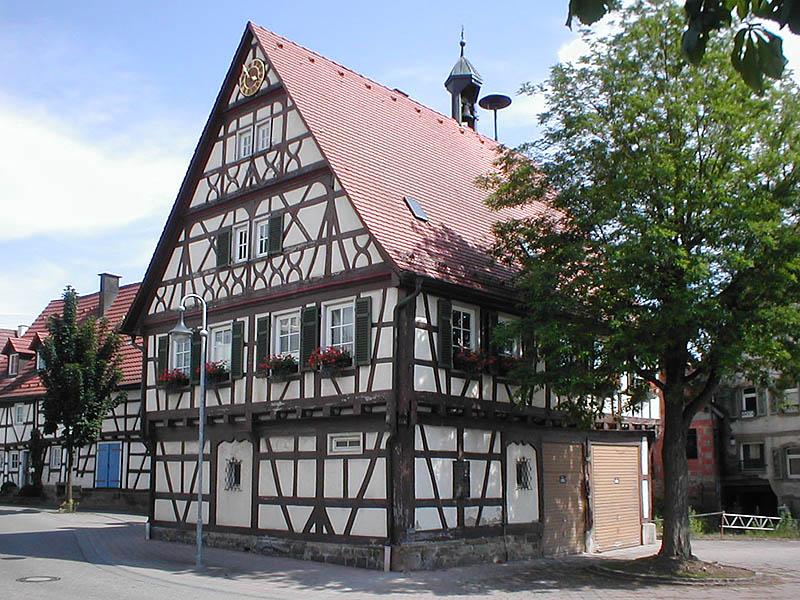
Rathaus

- Das Rathaus von Stetten ist ein Fachwerkgebäude aus dem 16. Jahrhundert. 2022 wurde es in akribischer Arbeit seiner neuen Besitzerfamilie zu einem Gästehaus umgebaut. In seiner Nachbarschaft befinden sich längs der Ortsstraße weitere historische Gebäude.
- Die Kelter des Ortes datiert auf 1576 und ist heute Veranstaltungshalle. Hinter der Kelter befindet sich ein historisches Backhaus, das 1836 nach Plänen des Oberfeuerschauers Wellner errichtet wurde. Kelter, Backhaus sowie Friedhofs- und Pfarrgartenmauer und zahlreiche Keller und Sockel von historischen Gebäuden sind aus Stettener Sandstein errichtet, der am Heuchelberg abgebaut wurde. Es wird beim jährlichen Backhausfest aktiv genutzt.

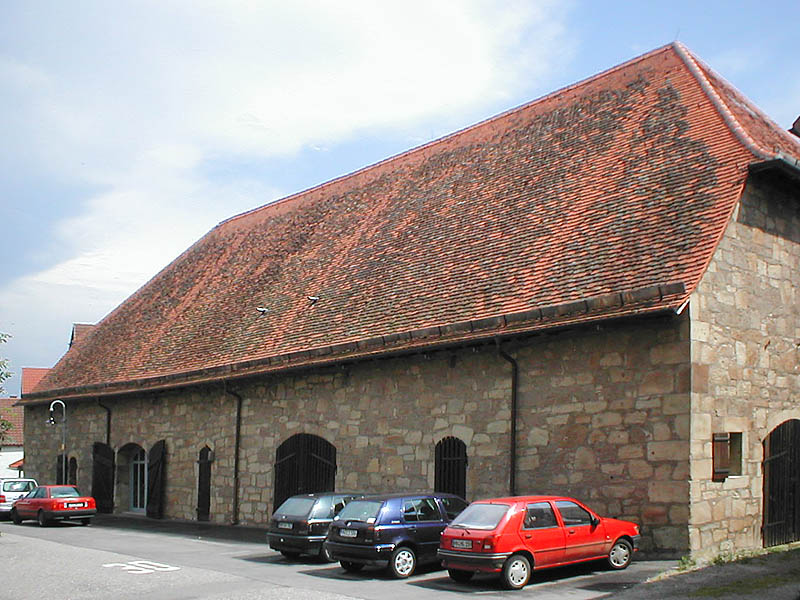
Alte Kelter
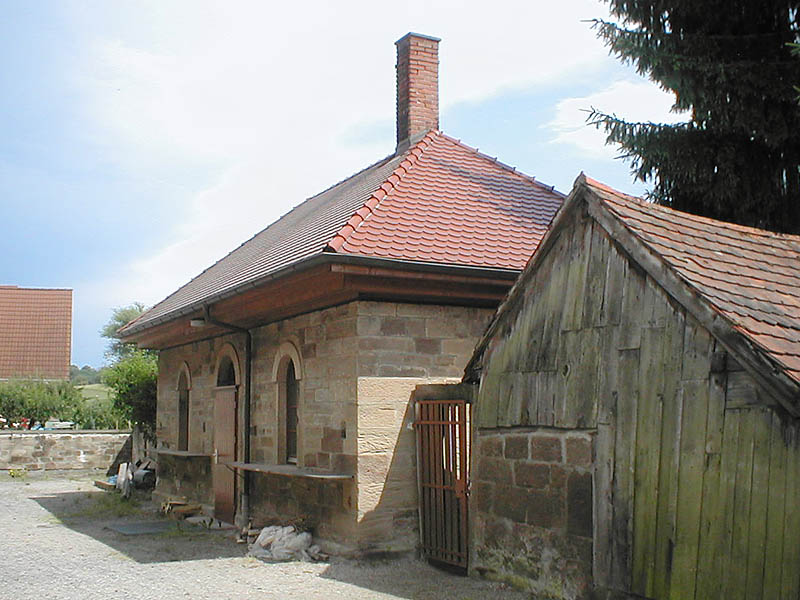
Backhaus

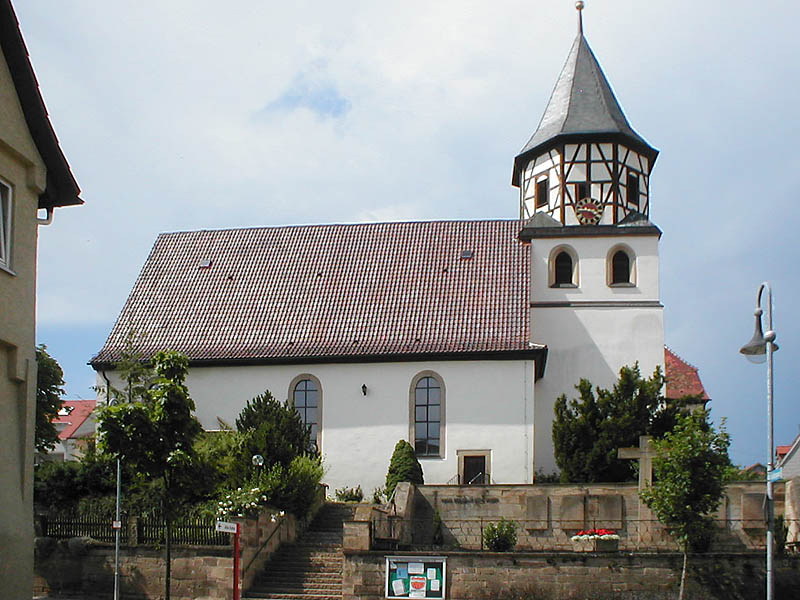
Pfarrkirche

- Die evangelische Philippus- und Jakobuskirche stammt aus dem 15. Jahrhundert. Die Kirche wurde im 16. und 18. Jahrhundert erweitert, eine Inschrift über dem Portal belegt den Umbau von 1724. Hinter der Pfarrkirche befindet sich ein Pfarrhaus von 1775 mit Rokoko-Portal.
- Auf dem Heuchelberg über Stetten befindet sich die ehemalige Burganlage Rotenbrunnen, daran erinnert noch ein Sandstein-Brunnen mit Quelle.

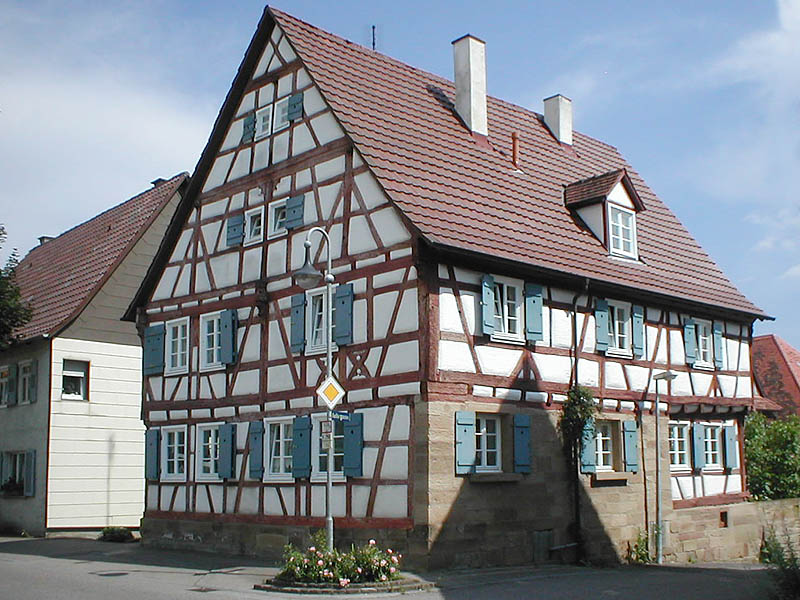
Hist. Fachwerk beim Rathaus
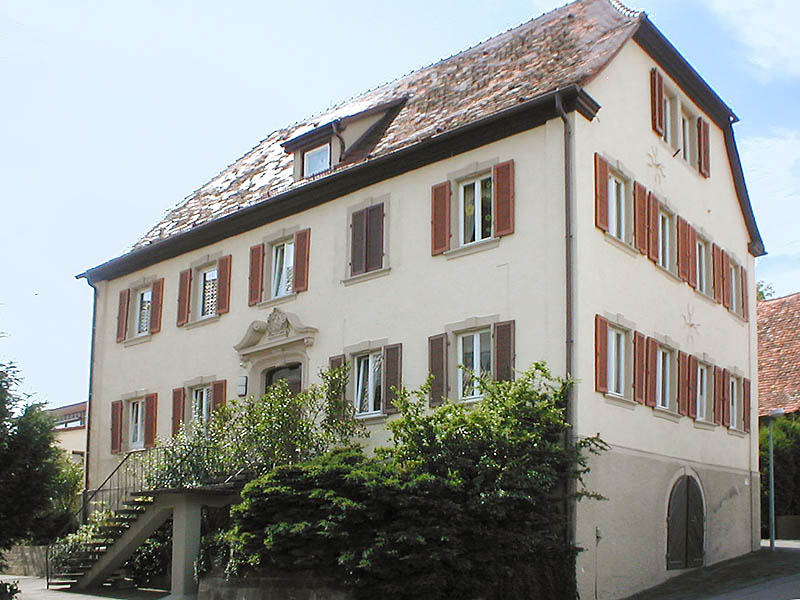
Pfarrhaus

## Verkehr
Der Stadtteil hat einen Haltepunkt an der Kraichgaubahn von Karlsruhe nach Heilbronn. Die beiden Städte sind durch die Stadtbahnlinie S4 zu erreichen.
Durch Stetten am Heuchelberg führt die L1107. Etwa 3 Kilometer nördlich verläuft die B293 von Heilbronn nach Karlsruhe. Die nächste Anschlussstelle an die A6 befindet sich in 20 Kilometern Entfernung.
Etwa 1,7 km nordwestlich der Ortsmitte liegt das Ultraleichtfluggelände Schwaigern-Stetten.

## Sport und Freizeit
In Stetten am Heuchelberg gibt es mehrere Vereine. Der TSV Stetten, gegründet 1909, bietet die Sportarten Fußball, Tischtennis, Badminton, Damengymnastik, Kinderturnen, Mountainbiking, Aerobic und eine Ballspielgruppe.
Der Tennisclub Stetten am Heuchelberg, 1981 gegründet als Abteilung des TSV, wurde 1999 selbstständig. Auf vier Plätzen wird für alle Altersgruppen Tennis angeboten. Das Clubheim ist in den Sommermonaten Treffpunkt der Tennisfans.
Der Sportschützenverein Heuchelberg mit Domizil am Rande des Mühlwaldes verfügt über Schießstände für alle gängigen Gewehr- und Pistolenarten.
Die Golf-Oase Pfullinger Hof bietet Gelegenheit zum Golfspielen.
Darüber hinaus sind der Landfrauenverein, der Gesangverein Edelweiß Stetten und der Kleintierzuchtverein Bestandteil des örtlichen Vereinslebens.

## Persönlichkeiten
- Karl Rennstich (1937–2015), Historiker und evangelischer Theologe